# Dobrosielice Pierwsze
Dobrosielice Pierwsze (prononciation : [dɔbrɔɕɛˈlit͡sɛ ˈpjɛrfʂɛ]) est un village polonais de la gmina de Drobin dans le powiat de Płock de la voïvodie de Mazovie dans le centre-est de la Pologne.

## Histoire
De 1975 à 1998, le village appartenait administrativement à la voïvodie de Płock.